# Tony Stonem
Anthony "Tony" Stonem er en fiktiv karakter fra den engelske tv-serie Skins, der handler om en flok unge fra Bristol, England. Tony Stonem portrætteres af Nicholas Hoult.
Tony bliver præsenteret som en smuk, begavet og populær, ung mand som er meget dominerende og manipulerende. Hans bedste ven Sidney "Sid" Jenkins og hans kæreste Michelle Richardson lider under hans "spil", men i starten gør ingen af dem op med det.
Tonys kommer fra en middelklasse-familie og bor sammen med sine forældre Jim og Anthea, samt hans lillesøster Elizabeth "Effy" Stonem. Michelle fortæller at hun tror Effy er den eneste Tony virkelig holder af.
Tonys er hetero, men eksperimenterer med sin seksualitet sammen med vennen Maxxie Oliver. I et afsnit beskriver Tonys rektor ham som Polyseksuel. 
I slutningen af 1. sæson er Tony involveret i et trafik-uheld og mister en del af sin hukommelse. Efter dette uheld ændres hans fysiske og psykiske fremstående markant og han bliver mere sympatisk.